# كل فقط
كُلْ أكل محدود هي خدمة بريطانية لطلب الطعام وتوصيله عبر الإنترنت تأسست عام 2001 في كولدين، الدنمارك.  وهي تعمل كوسيط بين منافذ بيع الوجبات الجاهزة المستقلة والعملاء. وفقًا لموقعهم على الويب، يقع المقر الرئيسي في لندن بإنجلترا ويعمل في ثلاثة عشر دولة في جميع أنحاء أوروبا، وآسيا، وأوقيانوسيا، والأميركيتين. تتيح المنصة للعملاء البحث عن مطاعم الوجبات الجاهزة المحلية، وتقديم الطلبات والدفع عبر الإنترنت، والاختيار من بين خيارات الاستلام أو التسليم.
أدرجت في بورصة لندن حتى استحوذ عليها تاك اواي دوت كوم في فبراير 2020، ودمجت الشركتين في الشركة الأم جست أيت تاك اواي دوت كوم، والتي حلت محل قائمة جست أيت في بورصة لندن.

## تأريخ
أسس خمسة من رواد الأعمال الدنماركيين ، بما في ذلك جست أيت، وجيسبر بوخ في الدنمارك في عام 2000، وأطلقت الخدمة في أغسطس2001 . في عام 2005، اشترى رجل الأعمال التكنولوجي بو بندتسين (المؤسس المشارك) جميع المؤسسين والمستثمرين الأوائل باستثناء جيسبر بوخ ونقل الشركة إلى المملكة المتحدة. انتقل جيسبر بوخ إلى المملكة المتحدة على انها جزء من عملية الاستحواذ في عام 2006 وعين المدير التنفيذي الويزلي ديفيد باتريس لينضم إلى منصب الرئيس التنفيذي والمؤسس المشارك لـجست أيت يو كي في مارس. بدأ التوسع الدولي من المقر الرئيسي للمملكة المتحدة، بدءًا من هولندا، في يوليو 2007 وتبعه أيرلندي في أبريل2008 .
في يناير 2011، أنشأت جست أيت مشروعًا مشتركًا في الهند.  في فبراير، جمعت المجموعة 30 جنيه إسترليني (48مليون دولار) من استثماراتها في السلسلة ب، تمكينها من إجراء سبع عمليات استحواذ في العام المقبل:
- أربعة شراكات لإطلاق بلدان جديدة مع مشغلين محليين: أيت دوت سي أج في سويسرا في أبريل، كلك أيت في إيطاليا في مايو، ريستورانتويب في البرازيل في يونيو، والورستو في فرنسا في ديسمبر.
- ثلاثة عمليات استحواذ لترسيخ وجودها في المملكة المتحدة (أوربان بايت للدخول إلى سوق الشركات)، وكندا (شرت يامي ويب في أبريل لتغطية منطقة فانكوفر وجراب كندا في أكتوبر لأسواق أونتاريو وكولومبيا البريطانية).

في أبريل 2012، عززت جست أيت موقعها في المملكة المتحدة من خلال الاستحواذ على فل ماي بلي دوت كوم. بعد أسبوع، أعلنت شركة كل فقط عن جولة تمويل من السلسلة سي بقيمة 40 جنيهًا إسترلينيًا ( 64مليون دولار). أستُخْدِمَت الأموال جزئيًا لإطلاق حملة إعادة تسمية العلامة التجارية دون كوك في المملكة المتحدة والاستحواذ في أكتوبر على منافسها الرئيسي في إسبانيا، سينديلانتال. بعد ما يقرب من خمس سنوات على رأس جست أيت، استقال الرئيس التنفيذي للمجموعة كلاوس نينجاارد في فبراير 2013 وأستُبدِلَ في مايو من قبل الطبيب البريطاني السابق ديفيد باتريس.
في 3 أبريل 2014، طرحت شركة كل فقط في بورصة لندن. في يوليو، زادت شركة كل فقط إلى 80% حصتها في ألوريستو. في سبتمبر، قامت شركة كل فقط بدمج أعمالها البرازيلية، ريستورانت ويب، مع أحد منافسيها، أي فود، لتشكيل المشروع المشترك.
آي اف جي ي الذي تمتلك فيه شركة كل فقط حصة 25%. في فبراير 2015، باعت شركة كل فقط لشركة فود باندا استثماراتها في مشروعها المشترك الهندي، وواصلت توسعها في الأمريكيتين من خلال إطلاقها في المكسيك، من خلال استحواذ بنسبة 100% على سينديلانتال، وزيادة حصتها في آي اف جي ي، الشركة البرازيلية المشتركة مع آي فود.
في مايو 2015، أعلنت شركة كل فقط أنها ستشتري مينولوج، وهي شركة أسترالية لطلب الطعام مقابل 855 مليون دولار أسترالي، وستقوم بتمويل الصفقة عن طريق إصدار أسهم جديدة. في يوليو 2015، استحوذت شركة كل فقط على اوديريت دوت سي أي، وهي شركة كندية لطلب الطعام عبر الإنترنت، مما عزز وجودها في كندا. في أغسطس 2016، باعت شركة كل فقط عملياتها في البنلوكس (هولندا وبلجيكا) لمنافسها الهولندي تاك اواي دوت كوم مقابل 22,5 مليون يورو. في كانون الأول (ديسمبر) 2016، أعلنت شركة كل فقط أنها حصلت على شركة هانكري واي من شركة ديليفري هيرو مقابل 200 مليون جنيه إسترليني (مع إمكانية 40 مليون جنيه إسترليني إضافية إذا حققت الشركة أهداف الأداء) و شركة سكب ذا دشز الكندية مقابل 110 مليون دولار كندي (66مليون جنيه إسترليني). في الثاني عشر من أكتوبر 2017، أعطت هيئة المنافسة والأسواق موافقتها المبدئية على الصفقة.